# Madha
Madha (arab. مدحاء) – eksklawa Omanu wewnątrz Zjednoczonych Emiratów Arabskich. Ma powierzchnię 75 km²; wewnątrz niej znajduje się enklawa ZEA o nazwie Nahwa. Administracyjnie stanowi wilajet Madha należący do Muhafazy Musandam. W 2010 roku zamieszkiwało ją 3258 osób.